# Synoda (2010)
Synoda biskupů pro Blízký východ byla zvláštním shromážděním synody biskupů pro Blízký východ, která se konala v Římě od 10. do 24. října 2010 na žádost papeže Benedikta XVI. Její téma „Společenství a svědectví“ bylo zaměřeno na situaci a budoucnost východních katolických církví.
Při závěrečné mši synody Benedikt XVI. oznámil, že v roce 2012 se bude konat biskupská synoda o nové evangelizaci, která bude předávat křesťanskou víru.